# Alcyonidium mamillatum
Alcyonidium mamillatum är en mossdjursart som beskrevs av Joshua Alder 1857. Alcyonidium mamillatum ingår i släktet Alcyonidium och familjen Alcyonidiidae. Arten är reproducerande i Sverige. Utöver nominatformen finns också underarten A. m. erectum.